# 25. lovski polk (Wehrmacht)
 Za druge 25. polke glej 25. polk.
 25. lovski polk je bil lovski polk v sestavi redne nemške kopenske vojske med drugo svetovno vojno.

## Zgodovina
Polk je bil ustanovljen 1. februarja 1944 na Hrvaškem za potrebe 42. lovske divizije.